# Sansol
Sansol ist ein Ort und eine Gemeinde (municipio) mit 89 Einwohnern (Stand: 2024) in der Autonomen Gemeinschaft Navarra im Norden Spaniens am Jakobsweg.

## Lage und Klima
Der Ort Sansol liegt auf einer Anhöhe oberhalb des Río Linares etwa 25 km nordöstlich der Provinzhauptstadt Logroño in der Hügellandschaft des Pyrenäenvorlandes in einer Höhe von ca. 485 m. Das Klima ist gemäßigt bis warm; Regen (ca. 610 mm/Jahr) fällt übers Jahr verteilt.

## Bevölkerungsentwicklung
| Jahr      | 1857 | 1900 | 1950 | 2000 | 2017 |
| Einwohner | 296  | 332  | 303  | 123  | 102  |

Die Mechanisierung der Landwirtschaft, die Aufgabe bäuerlicher Kleinbetriebe und der daraus resultierende Verlust an Arbeitsplätzen auf dem Lande haben seit der Mitte des 20. Jahrhunderts zu einem deutlichen Rückgang der Bevölkerungszahl geführt.

## Wirtschaft
Sansol und sein Umland sind traditionell agrarisch orientiert;im Ort selbst hatten sich Kleinhändler, Handwerker und Tagelöhner niedergelassen, die alle abgewandert sind. Heute spielt neben der Landwirtschaft und dem Weinbau auch der Tourismus – hauptsächlich in Form der Vermietung von Ferienwohnungen (casas rurales) – eine nicht unbedeutende wirtschaftliche Rolle.

## Geschichte
Der Ort wurde im Jahr 1176 gegründet, als König Sancho der Weise den Platz zur Besiedlung frei gab. Der Name resultiert aus einer abgeschliffenen Form des Märtyrers San Zoilo aus Córdoba, dessen Patronat das Kloster San Zoilo de Carrión de los Condes gewählt hatte, das in diesem Ort eine Komturei unterhielt. Dem Ort verbliebener Beleg für die Aktivitäten des zeitweise sehr einflussreichen Klosters ist die San Zoilo gewidmete Pfarrkirche. Bravo Lozano vermutet Sansol als Ort eines Pilgerherberge oder eines Hospizes, dessen Lage im Jakobsbuch hinter Los Arcos und dem ersten Fluss angegeben wird. Zwischen 1463 und 1753 bildete Sansol eine Exklave des Königreichs Kastilien.

## Sehenswürdigkeiten

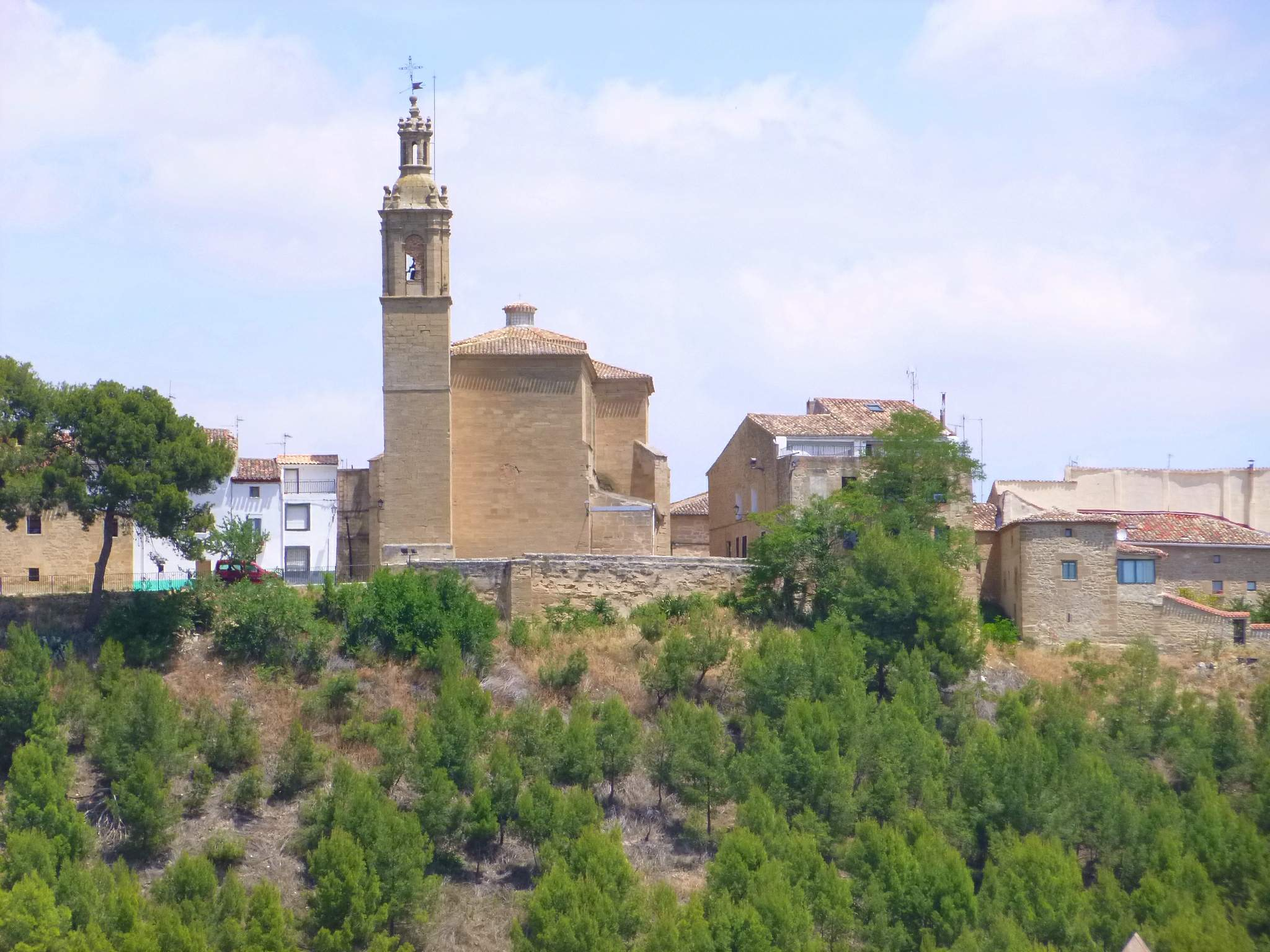
Iglesia de San Zoilo

- Die barocke Pfarrkirche San Zoilo integriert teilweise bauliche Strukturen eines Vorgängerbaus. Der Turm aus der Zeit des Neubaus erhebt sich schmal und über viereckigem Grundriss, geht auf der Höhe des Glockenstuhls ins Achteck und über eine kleine Kuppel zur Turmlaterne über. Im Inneren finden sich ein Taufstein aus dem 16. Jahrhundert und Malereien aus dem 18. Jahrhundert. Das Hauptretabel ist neoklassizistisch und sparsam dekoriert, neben Marmor imitierenden Malereien kommen Übergoldungen vor, die Kalvarienszene stammt aus dem 17. Jahrhundert. Im Querschiff gibt es einen ebenfalls neoklassizistischen Altar, der ein Bild der Virgen de Nieva beinhaltet. Das 14. Jahrhundert ist die Entstehungszeit einer interessanten Petrus-Figur, die auf einem Löwenthron sitzt. In der Sakristei gibt es zwei Kruzifixe und eine Figur der Virgen del Rosario und ein barockes Reliquiar aus dem 17. Jahrhundert sowie einen silbernen Kelch im Rokokostil. Ein vergoldetes Portapaz, ein Messutensil, wird heute im Diözesanmuseum von Pamplona aufbewahrt.
- Weiterhin gibt es verschiedene sehenswerte Bürgerhäuser sowie unterhalb der Kirche einen Barockpalast von 1702, der zu den wichtigsten Profanbauten in der Umgebung von Estella gehört.